# Роит (Бихор)
Роит (рум. Roit) насеље је у Румунији у округу Бихор у општини Санниколау-Роман. Oпштина се налази на надморској висини од 99 m.

## Историја
У месту је рођен 1793. године Гаврил Рац, потоњи арадски владика Герасим Рац.

## Становништво
Према подацима из 2002. године у насељу је живело 668 становника.

### Попис2002.
| Расподела становништва по националности 2002.‍ | Расподела становништва по националности 2002.‍ | Расподела становништва по националности 2002.‍ | Расподела становништва по националности 2002.‍ | Расподела становништва по националности 2002.‍ |
| --------------------------------------------- | --------------------------------------------- | --------------------------------------------- | --------------------------------------------- | --------------------------------------------- |
|                                               |                                               |                                               |                                               |                                               |
| Румуни                                        | Румуни                                        |                                               | 453                                           | 67,9%                                         |
| Мађари                                        | Мађари                                        |                                               | 19                                            | 2,8%                                          |
| Роми                                          | Роми                                          |                                               | 184                                           | 27,6%                                         |
| Украјинци                                     | Украјинци                                     |                                               | 11                                            | 1,6%                                          |